# Такуарі (притока Парагваю)
Такуарі (порт. Rio Taquari) — річка у Південній Америці, у південно-централній частині Бразилії протікає у південній частині штату Мату-Гросу та штаті Мату-Гросу-ду-Сул. Ліва притока річки Парагвай, належить до водного басейну Ла-Плати → Атлантичного океану.

## Географія
Річка Такуарі починає свій витік на гірському плато Сьєрра-де-Маракайю, в південно-східній частині штату Мату-Гросу, на висоті близько 860 м над рівнем моря, на західній околиці міста Алту-Такуарі.
У верхів'ї тече кілька кілометрів на південь, південний-захід, до кордону із штатом Мату-Гросу-ду-Сул, потім — на захід, кордоном штатів Мату-Гросу та Мату-Гросу-ду-Сул, далі північно-західною частиною території штату Мату-Гросу-ду-Сул — на південний-захід. Впадає у річку Парагвай, із лівого берега за 1,5 км на північ від порту Порту-да-Манґа. В середній та нижній частині тече територією Лаплатської низовини.
Річка має довжину 842 км. Середній похил русла річки від витоку до гирла — 0,92 м/км, перепад висот 775 м.

### Гідрологія
Спостереження за водним режимом річки Такуарі проводилось протягом 12 років (1966–1978) на станції Кошим, розташованої приблизно за 335 км від гирла, впадіння її в річку Парагвай. Середньорічна витрата води яка спостерігалася тут за цей період — 264 м³/с, для водного басейну 27 040 км². За період спостереження встановлено, що повінь у грудні — березні, максимальна — у січні-лютому. Живлення річки — переважно дощове. Мінімальний середньомісячний стік за весь період спостереження становив 172 м³/с (у серпні), що становить майже 43% від максимального середньомісячного стоку, який за весь період спостереження становив — 403,9 м³/с (у лютому). Це свідчить про низьку амплітуду сезонних коливань рівня води. За весь період спостереження, абсолютний мінімальний місячний стік (абсолютний мінімум) становив 120 м³/с (у серпні), абсолютний максимальний місячний стік (абсолютний максимум) становив 957 м³/с (у січні). Величина прямого стоку в цілому по басейну досягає — 308 міліметра на рік, який можна вважати, як помірно високий.

## Притоки
Найбільші притоки річки Такуарі (від витоку до гирла): Ріу-Аріранія (права), Ріу-ду-Пейши (права), Ріу-Клару (права), Ріу-Кошим (ліва), Ріу-Неґру (ліва).

## Населені пункти
Береги річки малозаселені. Найбільші населені пункти, які розташовані на берегах Такуарі (від витоку до гирла): Алту-Такуарі, Кошим.